# Miss Universe Slovenije 2001
Miss Universe Slovenije 2001 je bilo lepotno tekmovanje, ki je potekalo marca leta 2001 v Mariboru. 
Igor Šajn je v sodelovanju z nekim ljubljanskim fotografom zbral 20 tekmovalk. Voditelj prireditve je bil Aljoša Rebolj, prenos pa na kanalu TV3. 
Zmagovalka Minka Alagič je odpotovala na svetovni izbor v Portoriko. 

## Uvrstitve
- zmagovalka Minka Alagič, 21 let, študentka prava v Mariboru[1]
- 1. spremljevalka Natja Borak, 23 let, iz Ormoža[2]
- 2. spremljevalka Doris Gajšt, 20 let, študentka prava iz Kresnic pri Litiji[3]

## Vir
- Bo imela Minka več sreče ?, str. 24, Kavran, Adlešič, Nina (22. marec 2001), Novi tednik NT in RC, letnik 55, številka 12, Dokument v zbirki Digitalne knjižnice Slovenije.